# Hubert Boukobza
Pour les articles homonymes, voir Boukobza.
Hubert Boukobza est un patron de boîte de nuit et homme d'affaires né le 20 août 1950 à Tunis et mort le 8 mai 2018 à Paris. Il connaît une grande notoriété dans les années 1980 et 1990 après le rachat en 1984 de la boîte de nuit Les Bains Douches dont il fait un lieu incontournable des nuits parisiennes. Il a deux filles, Julie Boukobza, co-curatrice d'expositions au palais de Tokyo et Lily McMenamy, actrice et mannequin née de l'union avec le top model américain, Kristen McMenamy (en).

## Biographie

### Débuts
D'origine juive tunisienne, Hubert Boukobza est placé dans un pensionnat à Marseille après le divorce de ses parents, il est alors âgé de deux ans.
En 1965, son frère Félix et lui rejoignent leur mère, Viviane Maarek qui vit désormais à Paris avec leur beau-père, cardiologue de métier.
En 1970, il a vingt ans et convole avec une certaine Sylvette qu'il appelle son « petit oiseau polonais ». Ils se marient dans un éclair de jeunesse.

#### Maison Davé
Un de ses amis de l'époque, un certain Sarfati, lui propose alors de venir en Belgique faire des affaires et du même coup de reprendre la Maison Davé qui livre en produits de pâtisserie et de boulangerie la Cour royale de Belgique dont la Reine Fabiola.
En 1975, de retour en France, après avoir engrangé 1 million de francs de l'époque, il se laisse vivre pendant presque deux années.

#### Coup de poker

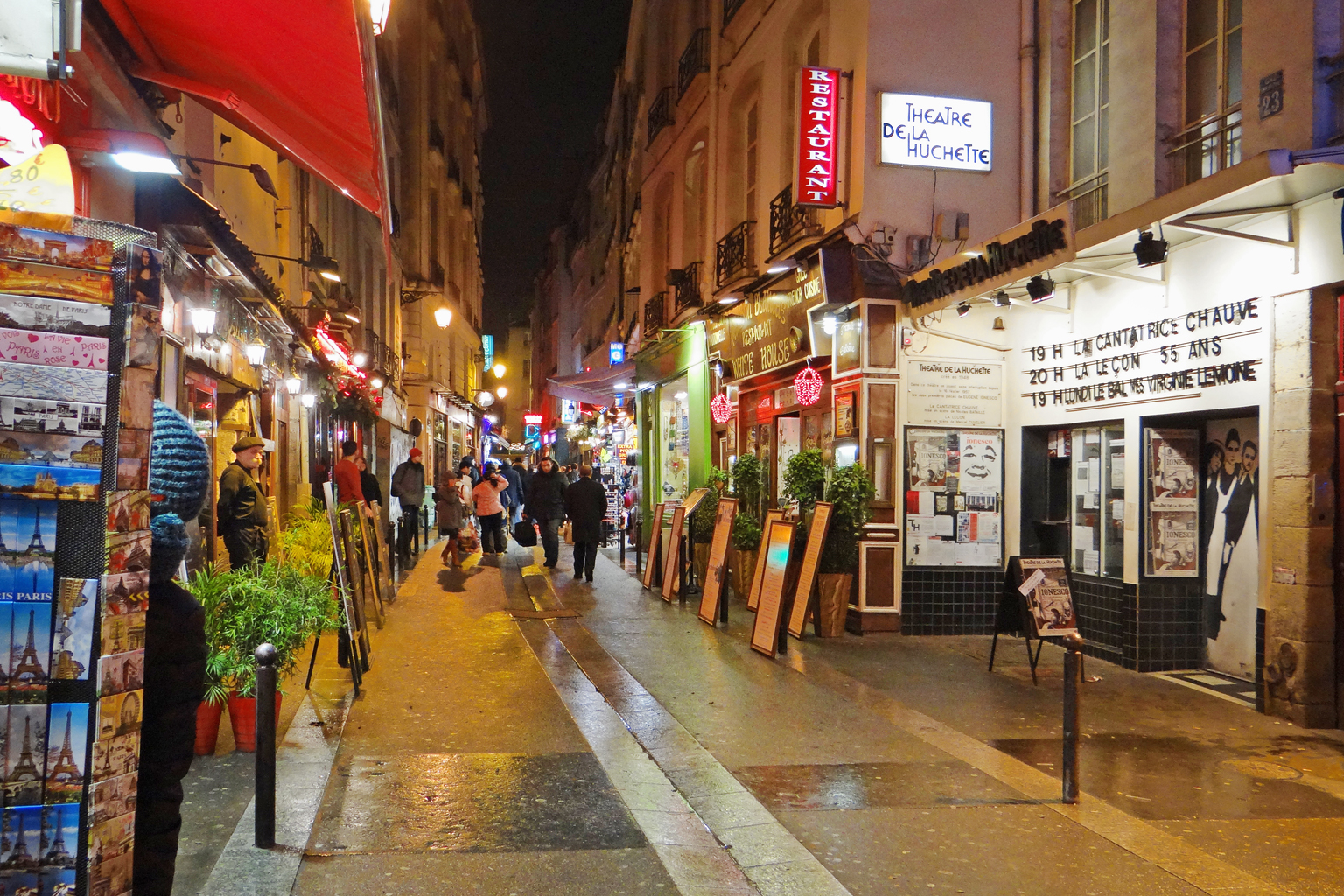
Quartier de la Huchette.

Un soir d'hiver 1977 : après une partie de poker, il achète au plus important restaurateur du quartier de la Huchette, la Pizza Marino qu'il rebaptise le Byblos. En l'espace de six mois, le chiffre d'affaires est multiplié par vingt tandis que la pizzeria a muté en restaurant grec. À la fin des années 1970, Hubert Boukobza ne possédera pas moins de six restaurants, rue Saint-Séverin.

### Personnalité
Dans son autobiographie, Dix Mille et Une Nuits parue en novembre 2014, il se décrit en ces termes « Je suis un épicurien, un cochon et un enfant » et postule que le plaisir est intemporel et éternel : « Le seul truc éternel, c'est le plaisir. Le temps ne passe pas quand tu jouis. » Souvent, il fait la fête avec ses clients car sa conception du plaisir est teintée de générosité. Plaisir d'offrir, joie de recevoir sera son leitmotiv au cours de toutes ses rencontres professionnelles et personnelles.
Hubert Boukobza, un brin provocateur, aime se lancer des défis comme le jour où il voit surgir aux Bains Douches au début des années 1990, Marine Le Pen, âgée de 22 ans à cette époque. Au cours de cette soirée, il lui offre quelques verres, ironise sur son père qu'elle défend. Il l'emmène ensuite au Keur Samba, une boîte de nuit africaine près des Champs-Élysées et danse avec elle le zouk jusqu'au bout de la nuit.

### La reprise des Bains Douches

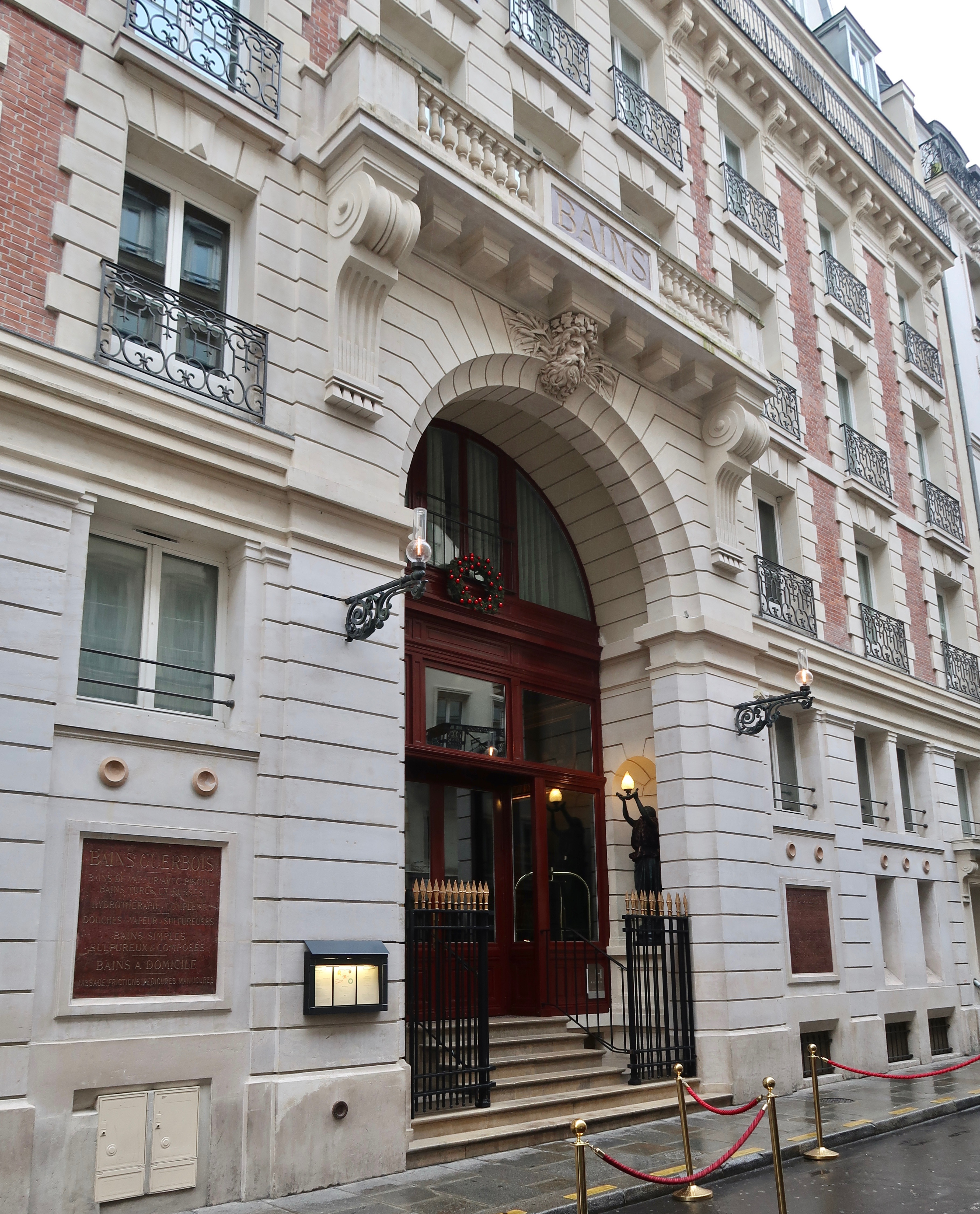
Les Bains Douches.

En juillet 1984, conseillé par le restaurateur Jean-Louis Costes, Hubert Boukobza reprend Les Bains Douches à Jacques Renault et Fabrice Coat, qui en ont fait une boîte de nuit six ans plus tôt. Il détecte immédiatement le potentiel du lieu designé par le jeune Philippe Starck en 1978, d'autant que le club jouit déjà d'une réputation internationale et attire chaque soir de nombreuses personnalités du monde de la nuit, du cinéma, de la musique et du théâtre.

#### Équipe
À 34 ans, il s'entoure de jeunes talents, et de Guy Cuevas (ancien DJ dans les décennies précédentes du Sept et du Palace) à l'animation musicale, de Sylvie Grumbach (ancienne attachée de presse du Palace) à la communication, de Jonathan Amar aux relations publiques, et de Claude Challe dont le flair pour détecter de nouveaux groupes et de nouvelles tendances musicales fait des merveilles.

#### Émission de télévision
Le 18 septembre 1987, Thierry Ardisson, un de ses amis proches, lance un talk-show, Bains de Minuit, qui a lieu aux Bains Douches. Cette émission est diffusée sur la chaîne La Cinq en seconde partie de soirée, le vendredi. Le 31 décembre 1987, cette émission est l'occasion pour Hubert Boukobza d'annoncer ses fiançailles avec Marie Seznec Martinez, égérie de Christian Lacroix.

### Années 1984-2001
Hubert Boukobza fait de son établissement un lieu de métissage social où le citoyen ordinaire côtoie les célébrités du spectacle et de la mode.
Passionné de cinéma et d'art, il se lie d'amitié avec Robert de Niro et Jack Nicholson. Toutes les stars de l'époque se retrouvent aux Bains Douches : Christophe Lambert, Coluche, Madonna, Prince, Grace Jones, Kenzo Takada, Andy Warhol, Karl Lagerfeld, David Bowie, Yoko Ono, Azzedine Alaïa, Yohji Yamamoto, Catherine Deneuve, Bono, George Michael, Annie Lennox, Mick Jagger, Naomi Campbell, Jean-Michel Basquiat, Roman Polanski, Johnny Depp, Mel Gibson, Sean Penn, Boy George, Harrison Ford, Sean Connery, Sylvester Stallone, Mickey Rourke, Christian Lacroix, Jean Paul Gaultier, Thierry Mugler, Martin Scorsese ou Leonardo DiCaprio,. En effet, Hubert Boukobza est devenu un intime du producteur et homme d'affaires israëlo-américain, Arnon Milchan qui jouera le rôle de catalyseur pour faire venir à Paris et notamment aux Bains Douches les grandes stars américaines du cinéma et de la chanson.
Hubert Boukobza établira souvent un parallèle avec son ami, Steve Rubell qui dirige de 1977 à 1986 le Studio 54, temple décomplexé du disco, de la consommation de cocaïne et du sexe à New-York.
Hubert Boukobza n'a de cesse de susciter des rencontres improbables telles que celles de Jean Nouvel et Kevin Spacey, Dodi Al Fayed et Michael Hutchence, le chanteur du groupe australien INXS.

#### 1984-1996
Les Bains version Boukobza inaugurés en grande pompe le 20 octobre 1984 rassemblent le premier jour la troupe du Splendid, Coluche, Richard Anconina et une kyrielle de stars françaises de l'époque.

##### Commencement
Hubert Boukobza décrit ces deux années 1984-1986 comme une période faste, intense, libérée et mirifique où les clients « se lâchent » vraiment, où le sida n'est pas encore réellement présent dans les esprits. L'hédonisme de ces clients de la nuit parisienne se conjugue de facto à une grande insouciance dans la consommation des plaisirs et des substances jusqu'à la Guerre du Golfe de 1991 qui sonne le glas et le début de la crise.

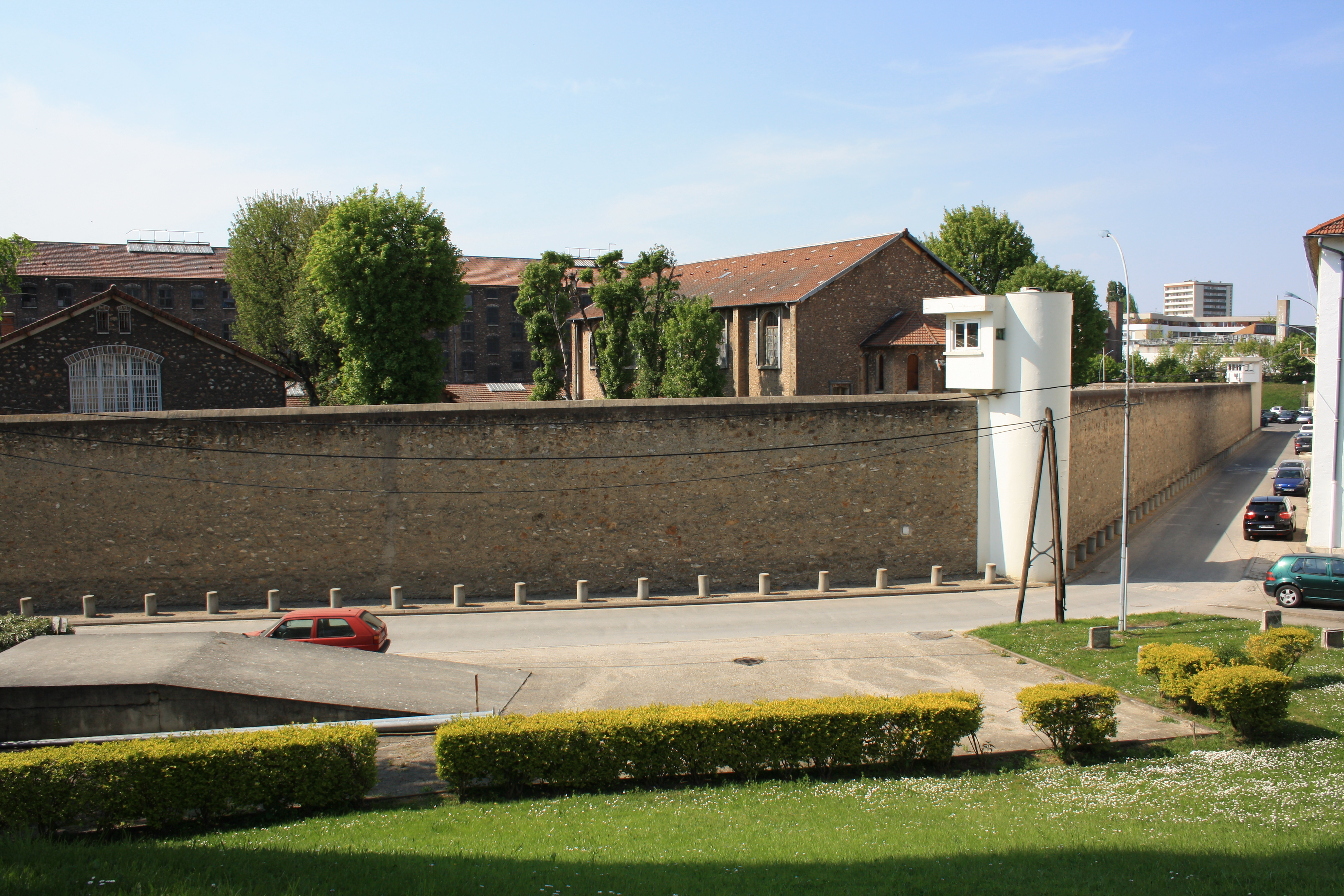
Maison d'arrêt de Fresnes (94).

##### Prison
En mai 1989, les policiers de la brigade financière de Paris le conduisent rue du Château-des-Rentiers pour l'interroger sur un trafic de vente illégale de Martini. Le patron des Bains est placé en détention à la prison de Fresnes pendant un mois. Cette expérience carcérale le marque durablement, mais contribue à le rendre encore plus attachant auprès de ses clients. La boîte de nuit est condamnée à verser une amende de 20 millions de francs, tandis qu'Hubert Boukobza doit payer sur ses fonds personnels 18 millions de francs. À sa sortie de prison, Sylvie Grumbach organise une grande fête « Un Soir à la Marsa », rue Pierre-Guérin.
Trois cents invitations sont envoyées. Trois cents personnes répondent présentes pour saluer le retour du patron des Bains.

##### Adresses de prestige

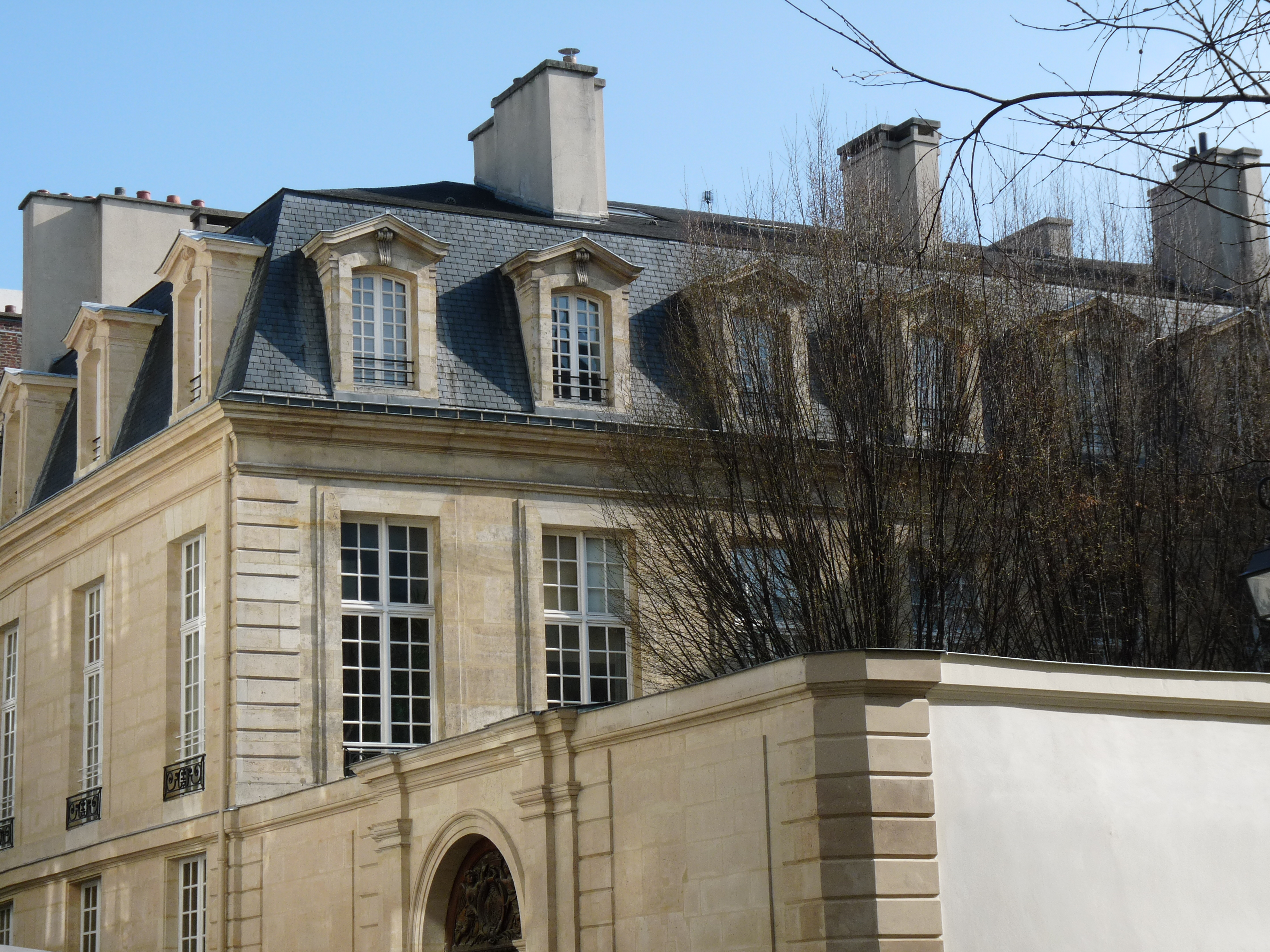
Hôtel de Tallard, 78 rue des Archives.

Depuis son domicile initial situé rue Dante de 1977 à 1984, les gains substantiels engrangés avec les Bains vont permettre à Hubert Boukobza d'occuper successivement plusieurs adresses prestigieuses de l'Hôtel de Tallard au 78 rue des Archives, au Penthouse de Thierry Le Luron en haut de l'Avenue Montaigne, jusqu'à l'hôtel particulier style 1930-1940 proche de la Villa Montmorency, rue Pierre-Guérin.

##### Mobilier d'art

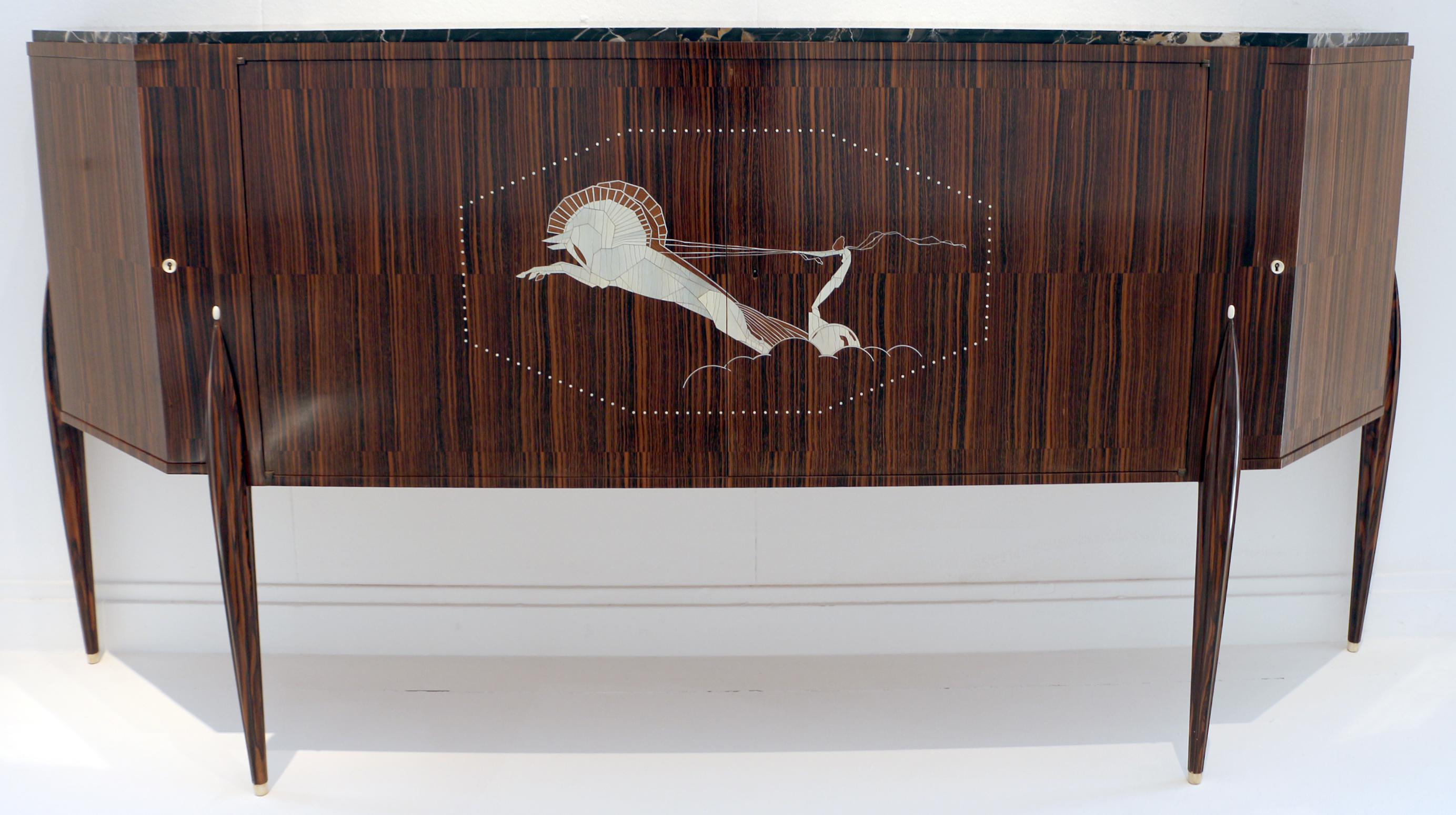
Mobilier Jacques Émile Ruhlmann.

Hubert Boukobza entretient une passion pour le mobilier d'art et investit au nez et à l'intuition. Il achète des meubles des années 40 de Ruhlmann, de Carlo Bugatti et de Diego Giacometti. Le peintre néo-expressionniste, Julian Schnabel, lui peint une fresque sur-mesure dans sa villa de la rue Pierre-Guérin. Jean Nouvel lui fabrique une table pour sa grande pièce à vivre au rez-de-chaussée de sa maison. Il apprécie tout autant la griffe du designer, décorateur et sculpteur italien, Pucci De Rossi qu'il sollicite pour l'aménagement de sa maison, rue Pierre-Guérin.
À partir de 1988, il opère plusieurs co-investissements avec Éric Vannier et Claude Challe dans différents clubs : le Palace, les Bains Douches, la Piscine Deligny, le Géopoly, ainsi qu'une franchise des Bains à Miami.

#### 1997-2001
Fin des années 1990, Hubert Boukobza investit avec Christophe Lambert, Jean-Louis Costes et Jean-Luc Delarue dans l'hôtellerie de luxe et la restauration.

##### K Palace
En 1997-1998, Hubert Boukobza et Christophe Lambert montent un tour de table pour acquérir le K Palace appartenant au Crédit Lyonnais, qui solde son expérience désastreuse dans la banque-industrie sous la présidence de Jean-Maxime Lévêque (1986-1988) et de Jean-Yves Haberer (1988-1993). Valorisé initialement 600 millions de francs, le Consortium de réalisation du Crédit Lyonnais le cède à 197 millions de francs aux deux associés. Hubert Boukobza signe une promesse de vente avec la banque au lion, mais, pour une raison restée inexplicable, Christophe Lambert jette l'éponge au dernier moment. Jean-Louis Costes sur les rangs depuis le début, conclut le deal en proposant 25 % des parts à Hubert Boukobza. Se sentant trahi et lâché par l'acteur de Greystoke, Hubert Boukobza ressort très affecté par cette histoire d'amitié gâchée.

##### Korova et Nobu
Au début du second millénaire, il s'associe avec Robert de Niro, le chef japonais Nobuyuki Matsuhisa et l'animateur de télévision, Jean-Luc Delarue pour ouvrir deux restaurants branchés, le Nobu et le Korova respectivement au 15 et 33 rue Marbeuf à Paris près des Champs-Élysées. Frédérick Grasser-Hermé  apporte ses conseils culinaires pour la carte du Korova. Le Korova inspiré du décor du bar sixties du film Orange mécanique de Stanley Kubrick ouvre en octobre 2000. Quant au Nobu, il ouvre six mois plus tard. Malheureusement, les deux affaires vont accumuler des pertes de 4,8 millions d'euros pour le Korova et de 3,6 millions d'euros pour le Nobu. Hubert Boukobza et Jean-Luc Delarue sont alors contraints à la cessation d'activité. Finalement, l'ardoise est importante : les créanciers réclament 10 millions d'euros aux deux associés qui possèdent respectivement 50 % des parts. Hubert Boukobza signe une transaction dans laquelle il s'engage à rembourser aux banquiers 100 000 euros car il ne possède rien en propre ; Jean-Luc Delarue doit quant à lui payer sur ses fonds personnels, 5 millions d'euros. Cette disparité de traitement signera la fin de l'amitié entre les deux hommes d'affaires.

### Tournant des années 2003-2010

#### 2003-2010
Le départ du couple Guetta, le développement de lieux parisiens plus branchés et la prise de distance d'Hubert Boukobza dans la gestion de son club vont accélérer le déclin des Bains Douches dont la notoriété s'amenuise progressivement.

##### Concurrence d'endroits éphémères
En 2003, David et Cathy Guetta, qu'Hubert Boukobza avait recrutés en 1995 au départ de Claude Challe pour gérer la direction artistique des Bains Douches, quittent l'aventure. Hubert Boukobza loue une première fois les Bains à des gérants qui organisent des soirées gay. Des soirées juniors sont également données aux Bains. Une partie de l'immeuble sert à la location d'appartements privatifs. De proche en proche, la concurrence d'endroits éphémères comme le Man Ray, le Pink Platinum, le Baron ou la Concrète réduit l'attractivité et la fréquentation des Bains.

##### Projet avorté du Ritz Club

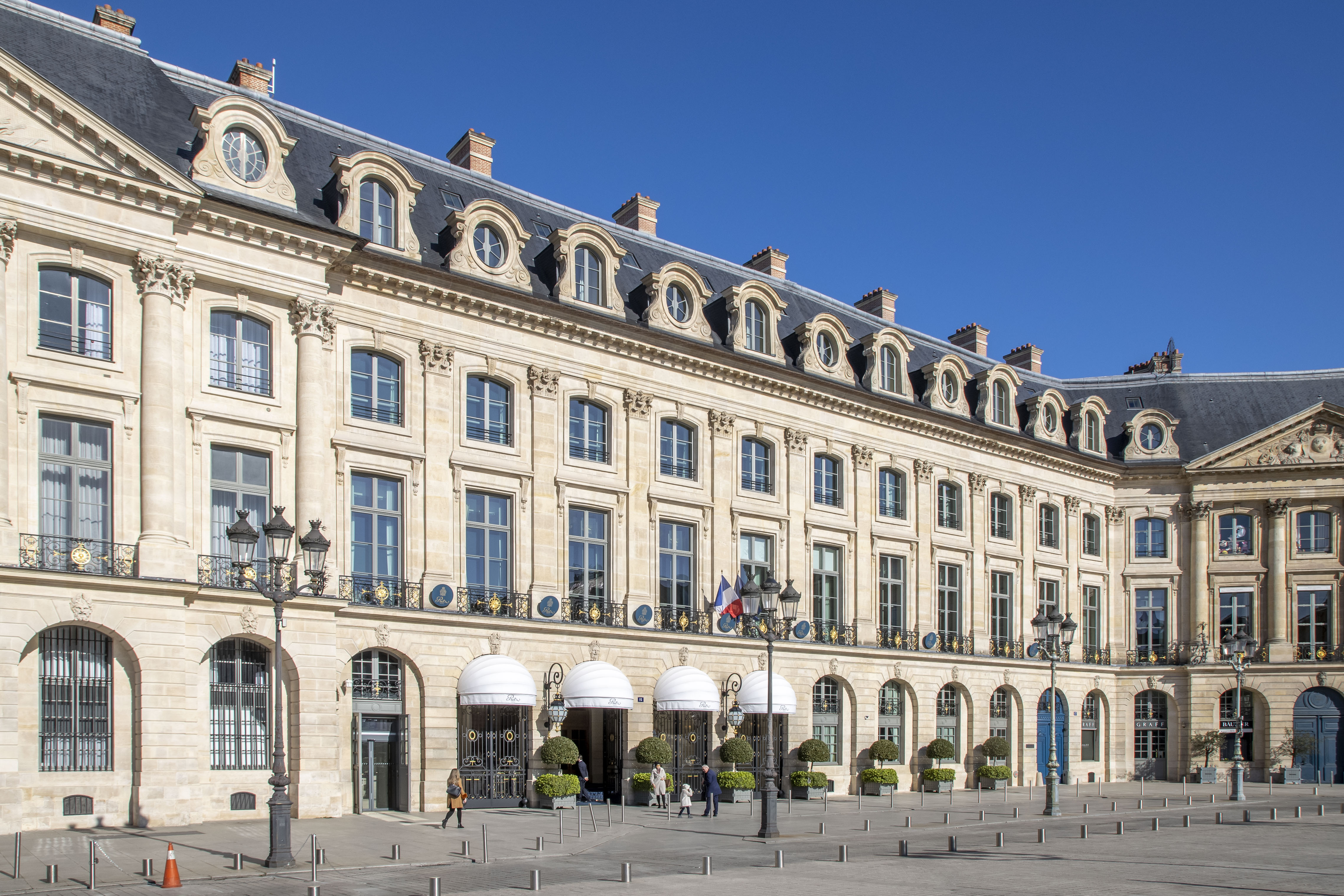
Hôtel le Ritz.

Au milieu des années 2000, fourmillant toujours d'idées nouvelles, Hubert Boukobza négocie avec Mohamed Al-Fayed , la gestion du Ritz Club, la boîte de nuit très huppée du palace de la Place Vendôme, fermée depuis de longues années. Au grand dam du directeur du Ritz, Franck Klein avec lequel les relations sont orageuses, il signe avec le multi-millionnaire égyptien un contrat en location-gérance qui l'empêchera en définitive de conduire les travaux de rénovation qu'il avait imaginés avec Jacques Garcia, le décorateur baroque. Pour ce faire, Hubert Boukobza aurait dû négocier un bail commercial pour être gérant à part entière. L'affaire devient rapidement un contentieux qui sera porté devant le Tribunal de Commerce de Paris. Hubert Boukobza est débouté. Entre Mohamed Al Fayed et lui, la rupture est consommée.

##### Incendie

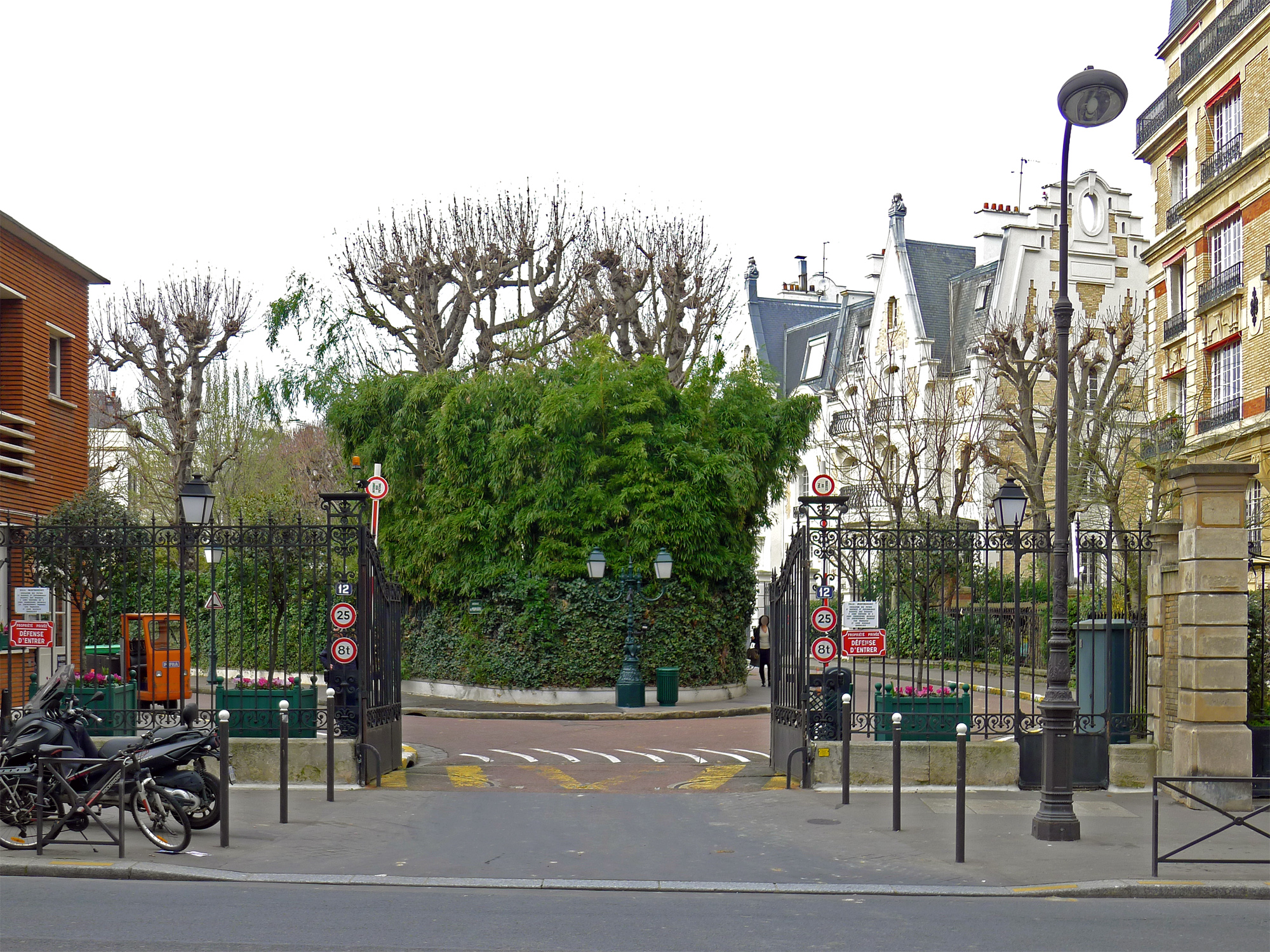
Villa Montmorency, Paris.

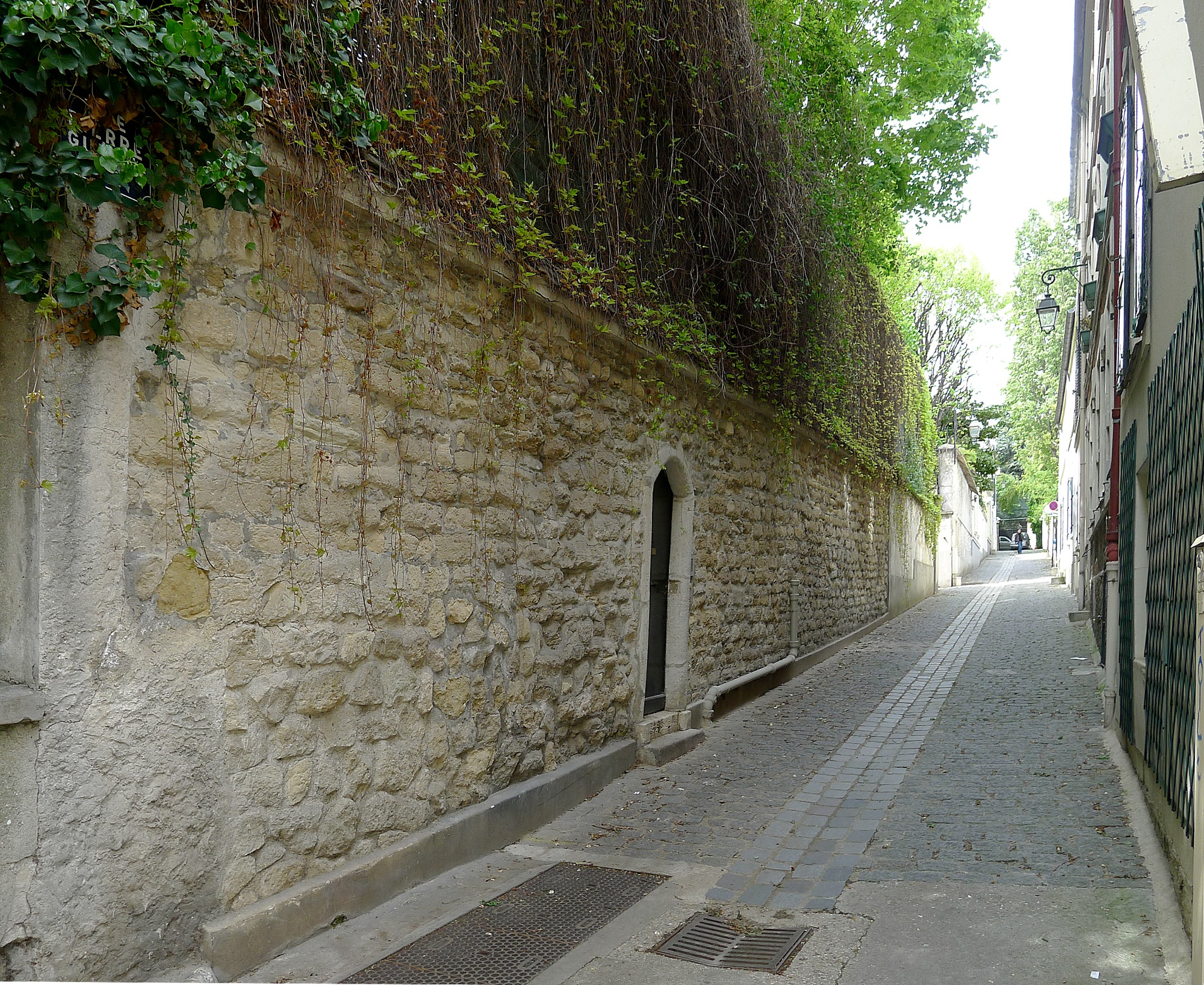
Rue Pierre-Guérin, Paris

Un soir, Hubert Boukobza qui s'est assoupi dans sa chambre, rue Pierre-Guérin avec une cigarette à la bouche, se réveille brusquement avec au centre de son lit un début d'incendie. Il retire le matelas et le bascule par la rambarde de l'escalier au milieu du vestibule. Il remonte et se rendort pendant une heure ou deux. À son réveil, il ouvre la porte de la chambre et constate que la villa se consume du sol au plafond. Il s'enfuit alors avec son chauffeur. La maison est dévastée par les flammes. Le patron de boîte de nuit ne remettra plus jamais les pieds à la villa Montmorency.

##### Immeuble en péril
Le 17 juin 2010, par arrêté préfectoral, les Bains Douches sont fermés préventivement pour péril grave et imminent. Hubert Boukobza est expulsé par le propriétaire de l'immeuble, Jean-Pierre Marois avec lequel il est en contentieux depuis plusieurs mois pour des loyers impayés. Plus tard, Hubert Boukobza concèdera qu'une forte consommation de cocaïne l'a fait sombrer dans la paranoïa et l'a conduit à abattre des murs porteurs au moyen de marteaux-piqueurs fragilisant toute la structure de l'immeuble. Hubert Boukobza avait lancé des travaux depuis septembre 2009 car il souhaitait construire une terrasse.

### 2011-2018

#### Marrakech

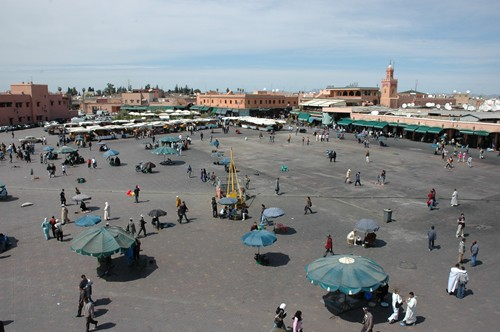
Place de Djemà-el-Fna matí, Marrakech.

Hubert Boukobza s'enfuit à Ibiza où se trouvent David et Cathy Guetta, puis se retire à Marrakech. Au Maroc, dans cette ville commerçante et touristique, il revoit des amis de longue date, Marcel Chiche, Michel Schmitt et Claude Challe. Ces trois-là ne lui tournent pas le dos et l'accueillent comme au premier jour.
Sa fille aînée, Julie Boukobza, l'oblige à se soigner et le rapatrie à Paris. Il fait un coma respiratoire et est hospitalisé pendant six semaines.
Hervé Boukobza, son frère, lui prête son deux pièces pendant trois ans. Puis Hubert Boukobza intègre une studette dans le sixième arrondissement de Paris.
Dans sa biographie, Hubert Boukobza décrit sa dépression de trente-trois mois qu'il compare à un trou noir. Il résume ainsi sa situation : « Je pesais 30 millions d'euros. Six ans plus tard,  je pèse 130 kilos, sans plus un radis ».
Le 13 novembre 2014, il publie avec Jean-François Kervéan un livre-testament, Dix Mille et Une Nuits, qui retrace sa vie, son expérience de restaurateur, de tenancier de boîte de nuit et d'homme d'affaires. Le 19 novembre 2014, dans l'émission de radio Il n'y en a pas deux comme Elle sur Europe1, il est interviewé par Marion Ruggieri. Le 22 novembre 2014, il est l'invité de l'émission Salut Les Terriens de Thierry Ardisson sur Canal + pour évoquer la sortie de son livre.

#### Disparition
Hubert Boukobza est retrouvé mort dans la nuit du 7 au 8 mai 2018 dans son appartement du 6e arrondissement à Paris. Ses obsèques ont lieu le 24 mai 2018 au cimetière du Père Lachaise. L'édition parisienne du magazine Vogue lui rend hommage dans un article signé Manon Guarrigues le 9 mai 2018.